# Brinckochrysa plagata
Brinckochrysa plagata är en insektsart som först beskrevs av Navás 1929.  Brinckochrysa plagata ingår i släktet Brinckochrysa och familjen guldögonsländor. Inga underarter finns listade i Catalogue of Life.